# Doğuş Özdemiroğlu
Doğuş Özdemiroğlu (Erdemit, 17 aprile 1996) è un cestista turco.

## Palmarès
- Coppa del Presidente: 1

Anadolu Efes: 2024
- Eurocup: 1

Darüşşafaka: 2017-18